# Konspiration
Konspiration, lat.: Conspiratio, „Miteinander-Atmen“, bedeutete ursprünglich einerseits wertneutral oder positiv Gemeinschaft und Verbundenheit, andererseits negativ Verschwörung, geheimes Komplott. Gebräuchlich ist der Begriff allgemein für konspiratives Verhalten, also als Abstraktum.

## Subjektiv positiv
Konspiration im Sinne von Gemeinschaft, Geschwisterschaft (Brüder und Schwestern), Verbundenheit in einem gemeinsamen Ziel, oft für ein größeres Ganzes, kann zum Selbstverständnis religiöser Gemeinschaften und Ordensgemeinschaften gehören.
Konspiratives Verhalten kann aber auch von unterdrückten oder kontrollierten, sozialen und politischen Gruppen als notwendig angesehen werden, um insgeheim unbehelligt zu wirken und seine Ziele zu erreichen – und sei es nur um zu überleben. Es ist dann ein Abstraktum, ein Tätigkeitsprinzip, die Arbeitsweise einer Organisation, und bedeutet nicht diese selbst als Konkretum. Beispiele sind zu finden in Diktaturen bei Widerstandsgruppen wie etwa die Tätigkeit der Roten Kapelle, die Vorbereitung des Attentates vom 20. Juli 1944 oder Widerstand im KZ Buchenwald.

## Geheimdienstarbeit
Konspiration bedeutet in der Sprache der Geheimdienste Verschwörung oder Komplott gegen etwas (hier: nach dem Glossar zeitgenössischer nachrichtendienstlicher Begriffe in den nachrichtendienstlichen Begriffsbestimmungen der „Organisation Gehlen“ und des frühen Bundesnachrichtendienstes (BND) der fünfziger und sechziger Jahre) „die Zusammenarbeit mehrerer Personen unter einheitlicher Zielsetzung und bewusster Ausschaltung fremden oder öffentlichen Einblicks“, wodurch ihr Ziel und ihre Identität verborgen bleiben.
Die professionelle Konspiration in diesem Sinne kann so sehr Tätigkeitsprinzip der Dienste sein, dass sie zum Selbstzweck wird. So mokiert sich John le Carré in Silverview darüber, dass die Geheimdienstmitarbeiter und -abteilungen ihre Geheimnisse „wie Kinder“ nicht miteinander teilen, sondern voreinander verbergen. Oder man will nur möglichst viel sehen und wissen, ohne handelnd einzugreifen, weil man sich dadurch outen würde.
Die Dekonspiration ist die Enttarnung oder Offenbarung der Konspiration infolge von Fehlern im eigenen Handeln, gegnerischer Tätigkeit oder eigenem Entschluss eines Beteiligten.